# Roger Taylor (tenista)
Roger Taylor (Sheffield, 14 de Outubro de 1941) é um ex-tenista profissional inglês.

## Grand Slam Finais Duplas (2 títulos)
| N. | Ano  | Campeonato | Piso  | Parceiro       | Oponente                    | Placar                  |
| 1. | 1971 | US Open    | Grama | John Newcombe  | Stan Smith Erik Van Dillen  | 6–7, 6–3, 7–6, 4–6, 7–6 |
| 2. | 1972 | US Open    | Grama | Cliff Drysdale | Owen Davidson John Newcombe | 6–4, 7–6, 6–3           |